# Saison 2 de The Mandalorian
Chronologie
Saison 1 Épisodes du Livre de Boba Fett
La deuxième saison de The Mandalorian est constituée de huit épisodes. Créée par Jon Favreau, la série se déroule après l'épisode VI, Le Retour du Jedi, et 25 ans avant Le Réveil de la Force, de la série de films Star Wars. L’histoire raconte les aventures d'un mercenaire mandalorien au-delà des territoires contrôlés par la Nouvelle République. Il protège et s'occupe d'un enfant nommé Grogu, qui est sensible à la Force et qui est de la même espèce que Yoda. Il mène une quête à travers la galaxie pour le remettre à son peuple.
Elle débute sur Disney+ avec l'épisode Le Marshal, diffusé le 30 octobre 2020 et se termine le 18 décembre 2020 avec l'épisode Le Sauvetage. Les épisodes sortent au rythme d'un par semaine. Cette saison 2 voit apparaitre plusieurs personnages importants de l'univers Star Wars, filmique ou d'animation : Boba Fett, Bo-Katan Kryze, Ahsoka Tano ou encore pour une brève apparition, Luke Skywalker.

## Synopsis
Le Mandalorien Din Djarin poursuit sa quête à travers la galaxie pour trouver le peuple de l'Enfant dont le nom révélé par Ahsoka Tano dans le cinquième épisode est Grogu. Son peuple est décrit comme un ordre de sorciers appelés Jedi, et le but de Din Djarin est de le leur remettre.

## Distribution

### Principaux
- Pedro Pascal (VF : Dominique Guillo) : Le Mandalorien / Din Djarin[1]

### Récurrents
- Gina Carano (VF : Céline Ronté) : Carasynthia « Cara » Dune
- Carl Weathers (VF : Rody Benghezala) : Greef Karga[2]
- Giancarlo Esposito (VF : Serge Faliu) : Moff Gideon[Note 1]
- Amy Sedaris (VF : Laurence Crouzet) : Peli Motto
- Temuera Morrison (VF : Bruno Dubernat) : Boba Fett[3]
- Rosario Dawson (VF : Olivia Luccioni) : Ahsoka Tano[4]
- Ming-Na Wen (VF : Diane Dassigny) : Fennec Shand
- Bill Burr (VF : Jérôme Pauwels) : Migs Mayfeld
- Katee Sackhoff (VF : Chantal Baroin) : Bo-Katan Kryze[5]
- Mercedes Varnado (VF : Lauryanne Philippe) : Koska Reeves
- Katy O'Brian (VF : Emmanuelle Bodin) : Lieutenant Elia Kane, officier des communications du croiseur de Moff Gideon

### Invités
- John Leguizamo : Gor Koresh (voix - épisode 1)
- Timothy Olyphant : marshall Cobb Vanth (épisode 1)
- Paul Sun-Hyung Lee : Capitaine Carson Teva, pilote de X-wing de la Nouvelle République (épisodes 2 et 4)
- Dave Filoni : Trapper Wolf, pilote de X-wing de la Nouvelle République (épisode 2)
- Titus Welliver : commandant de bord du cargo impérial (épisode 3)
- Simon Kassianides (en) : Axe Woves (épisode 3)
- Horatio Sanz (en) : Mythrol  (épisode 4)
- Diana Lee Inosanto : magistrate Morgan Elsbeth  (épisode 5)
- Michael Biehn : Lang, commandant de la garde de Morgan Elsbeth (épisode 5)
- Richard Brake : général Valin Hess (épisode 7)
- Mark Hamill (VF : Gauthier Battoue) : Luke Skywalker (épisode 8)

## Promotion
Une première bande annonce de la deuxième saison apparait le 15 septembre 2020. Din Djarin doit parcourir la galaxie pour trouver la planète où réside le peuple de l'enfant afin de le lui remettre, et en attendant : « partout où je vais, il va ». Dans cette bande annonce, on ré-entend en voix off le dialogue entre l'armurière mandalorienne et Din Djarin, intervenu à la fin de l'épisode 8 de la première saison, où elle décrit l'espèce de l'enfant comme « appartenant à un ordre de sorciers, les Jedi » qui furent les ennemis des Mandaloriens.

## Liste des épisodes

### Chapitre 9:Le Marshal
- Mondial : 30 octobre 2020 sur Disney+

- John Leguizamo (Gor Koresh (voix))
- Amy Sedaris (Peli Motto)
- Timothy Olyphant (Marshall Cobb Vanth)
- Temuera Morrison (homme au visage masqué)
- Isaac C. Singleton Jr. (portier Twi'lek)
- W. Earl Brown (propriétaire Weequay)

### Chapitre 10:La Passagère
- Monde : 6 novembre 2020 sur Disney+

- Amy Sedaris (Peli Motto)
- Misty Rosas (femme batracienne)
- Dee Bradley Baker (femme batracienne (voix))
- Richard Ayoade (Zero (voix))
- Paul Sun-Hyung Lee (Capitaine Carson Teva)
- Dave Filoni (Pilote Trapper Wolf)

Reparti de Mos Pelgo en filant dans le désert de Tatooine sur la motojet que lui a prêtée Peli Motto, le Mandalorien tombe sur une embuscade tendue par des bandits. Il les défait, mais son moyen de transport est détruit et il continue vers Mos Eisley à pied chargé de tout son barda. Il retrouve Peli Motto en train de jouer aux cartes avec « Docteur Mandibules », et ce dernier connaît un contact qui pourrait lui indiquer où retrouver d'autres Mandaloriens. Ce contact est une femme d'aspect batracien qui transporte une précieuse cargaison : ses œufs. Le ou les semblables de Din Djarin se trouveraient dans un système voisin mais ce dernier doit d'abord prendre la femme comme passagère pour l'amener sur une lune nommée Trask où se trouve son mari qui doit fertiliser les œufs, les derniers de sa lignée. De plus, ils doivent voyager en dessous de la vitesse de la lumière car les oeufs seraient détruits si Le Mandalorien venait à utiliser l'hyperdrive du Razor Crest. Des œufs qui intéressent beaucoup l'Enfant, qui en subtilise quelques uns pour les manger.
En chemin, le vaisseau du Mandalorien est abordé par deux X-wings de la Nouvelle République pour un simple contrôle de routine. Mais quand il fait émettre (avec réticence) son transpondeur, les deux chasseurs identifient le Razor Crest comme étant le vaisseau qui a abordé un transport carcéral pour faire évader un prisonnier (saison 1, épisode 6) et le prennent en chasse. Il tente de leur échapper en volant au dessus d'une planète glacée et se pose à un endroit où la couche de glace cède, précipitant le Razor Crest dans une chute qui l'abîme considérablement.

### Chapitre 11:L'Héritière[5]
- Monde : 13 novembre 2020 sur Disney+

- Amy Sedaris (Peli Motto)
- Misty Rosas (femme batracienne)
- Dee Bradley Baker (femme batracienne (voix))
- Sasha Banks (Koska Reeves)
- Katee Sackhoff (Bo-Katan Kryze)
- Titus Welliver (Capitaine du cargo impérial)
- Giancarlo Esposito (Moff Gideon)

Le Mandalorien et sa passagère ratent leur atterrissage dans le port de la lune de Trask et le Razor Crest en très mauvais état est repêché. Din Djarin paye un Mon Calamari pour qu'il effectue des réparations et dépose sa passagère qui retrouve son mari. Toujours à la recherche de ses semblables, il obtient un passage sur une embarcation qui doit le mener sur une île où se trouvent d'autres mandaloriens. Mais les marins pêcheurs de l'espèce Quarren attirés par son armure en Beskar tentent de l'éliminer ainsi que l'Enfant, précipité dans la gueule d'un monstre aquatique prisonnier du bateau. Ils sont sauvés par l'arrivée de trois mandaloriens qui défont tout l'équipage et récupèrent l'Enfant. Dès que Din les remercie et leur explique que sa tâche est de ramener l'enfant auprès de ses semblables (qu'il nomme « les Jedi »), ceux-ci retirent leurs casques. Din Djarin leur dit qu'ils ne sont pas des mandaloriens, la voie de Mandalore interdisant de retirer le casque en présence de tout être vivant; mais leur chef, Bo-Katan, le contredit et lui explique qu'elle est l'héritière du clan Kryze de Mandalore et qu'il vient du clan Death Watch qu'elle décrit comme une secte de fanatiques.

### Chapitre 12:Le Siège
- Monde : 20 novembre 2020 sur Disney+

- Gina Carano (Cara Dune)
- Carl Weathers (Greef Karga)
- Omid Abtahi (Dr. Pershing)
- Giancarlo Esposito (Moff Gideon)
- Paul Sun-Hyung Lee (Capitaine Carson Teva)
- Katy O'Brian (Lieutenant Elia Kane)

Le Razor Crest est en trop mauvais état pour permettre au Mandalorien d'emmener l'Enfant jusqu'à la planète Corvus. Il décide donc de se poser sur Nevarro — où il retrouve ses amis Greef Karga et Cara Dune, devenue la Marshal des lieux — pour faire des réparations. Karga missionne des mécaniciens pour qu'ils remettent « à neuf » le vaisseau de Din Djarin. Ils se rendent dans l'ancien bâtiment où se trouvait le Client et où ils avaient été pris au piège par Moff Gideon à la fin de la première saison. C'est devenu une école, où le Mandalorien doit laisser l'Enfant car Karga et Dune ont besoin de lui pour mener une mission : à l'autre bout de la planète se trouve une base de l'Empire censée être vide, mais bourrée d'armes et de matériel, qui attire les convoitises et qu'il faut détruire. Les trois amis se dirigent vers la base avec Mythrol (l'être bleu que le Mandalorien avait capturé et figé dans la carbonite au tout début de la saison 1) aux commandes de son speeder.

### Chapitre 13:La Jedi
- Monde : 27 novembre 2020 sur Disney+

- Michael Biehn (Lang)
- Rosario Dawson (Ahsoka Tano)
- Diana Lee Inosanto (en) (Magistrate Morgan Elsbeth)

Sur une planète Corvus dévastée, la Jedi Ahsoka Tano se bat contre l'armée de la magistrate Morgan Elsbeth, qui tient son peuple sous son joug. Le Mandalorien se pose sur Corvus et s'en va à la rencontre de la magistrate et de son principal commandant. Elle voit en lui quelqu'un capable d'affronter Ahsoka Tano et lui demande de la tuer en échange de la lance en Beskar en sa possession. Din Djarin s'enfonce dans la forêt d'arbres rabougris avec l'Enfant et finit par rencontrer la Jedi. Ils s'affrontent brièvement avant qu'il annonce venir de la part de Bo-Katan et lui explique sa quête. Ahsoka Tano entre en contact par la pensée avec l'Enfant et révèle son nom : il s'appelle Grogu. Elle dit n'avoir connu qu'un représentant de son espèce, le vieux maitre Jedi Yoda. Elle souhaite voir ses capacités avec la Force, mais Grogu est selon elle rempli de peur et refuse de les montrer. Ce n'est que quand Din Djarin se saisit du jouet favori de Grogu, le pommeau d'un levier de son vaisseau et lui demande de le prendre que ce dernier le fait voler jusqu'à ses mains. Tano note que Grogu est très attaché au Mandalorien. L'Enfant lui a aussi appris qu'il a été élevé et entraîné par de nombreux Jedi dans le temple Jedi de Coruscant, qu'il a dû être caché à la fin de la guerre des clones lors de la Grande purge Jedi et que quelqu'un l'a sorti du temple. Ses souvenirs de ce qui lui est arrivé ensuite sont flous.

### Chapitre 14:La Tragédie
- Monde : 4 décembre 2020 sur Disney+

- Temuera Morrison (Boba Fett)
- Ming-Na Wen (Fennec Shand)
- Giancarlo Esposito (Moff Gideon)
- Gina Carano (Cara Dune)
- Katy O'Brian (Lieutenant Elia Kane)

Le Mandalorien se pose sur la planète Tython, et emmène l'Enfant au sommet de la montagne à l'aide de son jetpack. Il le dépose sur la pierre du destin, Grogu entre en méditation et déclenche un champ de Force impénétrable, s'entourant d'une forme de colonne bleutée s'élevant vers le ciel. Din Djarin voit atterrir un vaisseau et laisse l'Enfant qu'il lui est désormais impossible d'atteindre sur la pierre, pour aller s'enquérir de ses passagers. Il s'avère que ce vaisseau est le Slave I, celui de Boba Fett. Il est accompagné par Fennec Shand qui avait été laissée pour morte sur Tatooine (épisode 5, saison 1) et que Fett avait sauvée. Ce dernier demande à Din Djarin de lui restituer l'armure que Cobb Vanth lui a offerte (épisode 1, saison 2) et qui lui appartient, ce dont doute le Mandalorien dans un premier temps. Shand, en position de tir, baisse son arme, tandis que Djarin décroche son jetpack et le pose contre un rocher. Ils décident de négocier, l'armure contre la protection de l'Enfant, quand une barge de débarquement impériale se pose à son tour sur Tython, déchargeant une escouade de stormtroopers qui ont suivi la balise placée sur le Razor Crest. Grogu est toujours entouré du champ de Force sur la pierre du destin, Din tente de le pénétrer pour s'en aller au plus vite, mais il n'y parvient pas, étant même violemment repoussé et assommé après une de ses tentatives.
Shand et Fett se battent contre les stormtroopers et en éliminent un grand nombre. Boba Fett aperçoit alors le vaisseau de Din Djarin ; il va récupérer lui même son armure, ce qui lui confère une belle supériorité sur les stormtroopers malgré les renforts arrivés avec une deuxième barge, qui finissent par battre en retraite. Mais Boba Fett abat les deux barges avec la fusée de son jetpack. Quand Din Djarin revient à lui, il les rejoint au pied de la montagne, et assiste impuissant à la pulvérisation du Razor Crest par un tir lancé depuis le croiseur impérial de Moff Gideon. Pendant ce temps, Grogu s'endort sur la pierre : le champ de Force disparaît. Gideon lance ses robots Dark Troopers, qui volent vers le rocher, se saisissent de Grogu et l'emmènent avec eux jusqu'au croiseur de Moff Gideon trop vite pour que Din Djarin et Fennec Shand puissent remonter au sommet à temps. Boba Fett décolle alors et tente de les suivre; mais apercevant l'immense croiseur, il lâche à la radio « L'Empire est de retour », et rebrousse chemin, le croiseur sautant dans l'hyperespace. Le Mandalorien reconnaît que l'armure lui appartient et se considère quitte avec eux, mais ils lui expliquent qu'en échange de l'armure, ils devaient assurer la sécurité de l'Enfant. Ils sont donc toujours en dette avec lui et décidés à l'aider à le retrouver. Dans les cendres du Razor Crest, Din Djarin ne peut récupérer que la lance en Beskar et la poignée du levier de propulsion, jouet favori de Grogu.

### Chapitre 15:Le Repenti
- Bill Burr (Migs Mayfeld)
- Temuera Morrison (Boba Fett)
- Ming-Na Wen (Fennec Shand)
- Giancarlo Esposito (Moff Gideon)
- Gina Carano (Cara Dune)
- Richard Brake (Général Valin Hess)
- Katy O'Brian (Lieutenant Elia Kane)

L'épisode s'ouvre sur une décharge de la planète Karthon dans laquelle un droïde surveille des prisonniers au travail. Sur Nevarro, auprès de Cara Dune, le Mandalorien cherchait à retrouver l'ex-tireur d'élite impérial, Migs Mayfeld, devenu un criminel qui avait tenté de le piéger sur le transport pénitentiaire, sans succès, désormais prisonnier (le détenu 3-4-6-6-7). Il est censé connaître les codes et les procédures qui permettraient de localiser le croiseur impérial de Moff Gideon. À bord du Slave 1 piloté par Boba Fett, Din Djarin, en compagnie de Cara Dune et de Fennec Shand, se pose sur Kharton, la Marshal Dune libère Mayfeld et ils l'embarquent pour une mission. Ce dernier dit connaître une base impériale sur la planète Morak, une raffinerie clandestine exploitant le Rhydonium, une matière explosive et hautement volatile extraite d'une mine à proximité. Dans cette raffinerie se trouve un terminal impérial auquel ils devront accéder et rentrer les bons codes pour localiser Gideon. Arrivés sur Morak, une planète à la végétation luxuriante de type tropical, la petite équipe se met en place : Cara et Fennec en position de tir sur les hauteurs, Boba à bord de son vaisseau prêt à décoller, tandis que Din et Mayfeld prennent possession à la sortie de la mine d'un véhicule transportant du Rhydonium et volent les équipements des deux chauffeurs. Le Mandalorien se défait ainsi de son armure en Beskar, la confie à Dune, et enfile les habits et le casque d'un chauffeur, Mayfeld faisant de même.
En route vers la raffinerie, ils sont attaqués par des pirates (ou des résistants à l'Empire), qui tentent de faire sauter le chargement de leur véhicule. Devant eux sur la piste, d'autres véhicules de transport explosent. Din Djarin se bat contre les pirates sur le toit du véhicule, et parvient à anéantir sans trop de difficulté les premières vagues ; mais à chacune d'entre elles, ils sont de plus en plus nombreux, leurs barges d'assaut se succédant. Sur le point d'être submergés à l'approche de la raffinerie, ils sont finalement sauvés par l'intervention de deux chasseurs TIE et de renfort de stormtroopers. Arrivés à l'intérieur du complexe impérial, ils sont applaudis par les troupes qui l'occupent puisqu'ils sont les seuls à avoir réussi à atteindre la raffinerie. Le Mandalorien et Mayfeld repèrent le terminal dans le mess des officiers. Cependant, Mayfeld reconnaît le général Valin Hess qui était son supérieur à l'époque où il était soldat impérial et tient à ne pas prendre le risque de se faire reconnaître. C'est donc Din Djarin qui se rend devant le terminal avec la clé que lui a confié Mayfeld. La reconnaissance faciale étant nécessaire, il doit enlever son casque (c'est la deuxième fois que l'on voit son visage après le dernier épisode de la saison 1). Il parvient à collecter les informations nécessaires pour localiser le croiseur de Gideon, mais il est abordé par Hess qui lui demande quelle est son affectation. Mayfeld intervient et lui sauve la mise. le général leur demande de boire un coup avec lui, Din Djarin est toujours sans son casque. Ils conversent, parlant de l'Opération Cendre. Mais devant l'orgueil arrogant de Hess, qui se réjouit de la mort de tant d'innocents au nom de l'Ordre Nouveau, Mayfeld, traumatisé après avoir vécu l'opération Cendre des années auparavant, sort son blaster et abat ce dernier de rage.

### Chapitre 16:Le Sauvetage
- Omid Abtahi (Dr. Pershing)
- Temuera Morrison (Boba Fett)
- Ming-Na Wen (Fennec Shand)
- Giancarlo Esposito (Moff Gideon)
- Gina Carano (Cara Dune)
- Sasha Banks (Koska Reeves)
- Katee Sackhoff (Bo-Katan Kryze)
- Katy O'Brian (Lieutenant Elia Kane)
- Mark Hamill (Luke Skywalker)
- Max Lloyd-Jones (doublure Luke Skywalker)
- Chris Bartlett (en) (Droïde RA-7)
- Matthew Wood (Bib Fortuna)

À bord d'une navette impériale menée par deux pilotes, le docteur Pershing est en route vers le croiseur de Moff Gideon quand il est pris en chasse par le Slave 1 qui désactive le vaisseau à l'aide d'un canon ionique et l'aborde. Les deux pilotes sont éliminés, Pershing fait prisonnier et l'équipe formée par Boba Fett, Fennec Shand, Cara Dune et le Mandalorien récupère la navette. Ils se posent sur la planète où le Mandalorien retrouve Bo-Katan et Koska Reeves. Din Djarin leur demande de l'aide pour affronter Moff Gideon et récupérer l'Enfant. Bo-Katan accepte à la condition qu'elle prenne possession du croiseur de Moff Gideon, qu'elle puisse le battre et ainsi récupérer le sabre laser noir qui l'aidera à régner sur Mandalore, et que Din Djarin se joigne à elle quand il aura mené sa quête à bien. Pershing les aide à prendre connaissance de la disposition à l'intérieur du croiseur, l'endroit où Grogu est retenu prisonnier, et celui où sont parqués les redoutables droïdes Dark Troopers.
Ils mettent en place une mise en scène en sortant de l'hyper espace devant le croiseur de Gideon : Boba Fett aux commandes du Slave 1 à la poursuite de la navette où se trouve tout le reste de l'équipe, laquelle demande de l'aide pour entrer à l'abri dans le croiseur. Un refus lui est opposé, mais elle parvient tout de même à accoster. Cara Dune, Fennec Shand, Bo-Katan et Koska Reeves se dirigent vers la passerelle de commandement en éliminant tous les stormtroopers sur leur passage, tandis que le Mandalorien part retrouver l'Enfant pour le libérer. Moff Gideon fait activer les Dark Troopers, Din Djarin arrive juste à temps pour éliminer le premier droïde sorti du local avec sa lance en Beskar, puis parvient de justesse à empêcher la porte derrière laquelle se trouvent tous les autres Dark Troopers de s'ouvrir avant de réussir à les expulser dans le vide spatial. L'équipe exclusivement féminine atteint la passerelle de commandement, mais le Moff ne s'y trouve pas. Din Djarin le découvre dans la cellule où est retenu Grogu, le menaçant avec le sabre noir brandi au dessus de sa tête. Le Moff explique qu'il n'a plus besoin de l'Enfant, car il a collecté son sang, expliquant que « ses propriétés ont le potentiel de ramener l'ordre dans la galaxie ». Au moment où le Mandalorien s'apprête à se saisir de Grogu, Gideon l'attaque. Ils se battent, le Mandalorien se défend avec sa lance en beskar et finit par prendre le dessus, récupérant l'Enfant et le sabre noir, et amenant Gideon prisonnier dans la passerelle de commandement.
Il veut donner l'arme si symbolique à Bo-Katan, mais cela s'avère impossible. Elle ne peut pas s'en saisir, car il faut se battre et vaincre son possesseur pour l'obtenir… ce que vient justement de faire Din Djarin qui est donc désormais et contre son gré le propriétaire du sabre laser noir. Sur ces entrefaites, le peloton de Dark Troopers revient dans le croiseur, et commence à défoncer la porte de la passerelle. Alors qu'ils vont y parvenir, un X-Wing arrive, et un Jedi qui a manifestement entendu l'appel de Grogu sur la pierre du destin en sort : utilisant la Force et son sabre laser vert, il détruit facilement l'ensemble des droïdes noirs. Les mains liées, Gideon parvient à se saisir d'un blaster et tire sur les membres de l'équipe, mais, mis en joue, il tente de se suicider ; Cara Dune l'en empêche en l'assommant. Le Jedi parvient devant la porte, Din Djarin lui ouvre, il relève sa capuche et dévoile son visage : il s'agit de Luke Skywalker. Il explique au Mandalorien qu'il doit repartir avec Grogu, car l'Enfant au potentiel extraordinaire a besoin d'être formé afin de pouvoir se défendre contre tous les dangers qui le guettent. Grogu accepte à contrecœur et dit adieu au Mandalorien qui le prend dans ses bras et retire son casque pour qu'il puisse toucher son visage. Il promet à Grogu qu'il le reverra, puis Luke, accompagné de R2-D2, dit à tous « que la Force soit avec vous » et repart avec l'Enfant à bord de son X-wing.

## Production
Jon Favreau a confirmé la production d'une deuxième saison avant même la sortie de la bande-annonce de la première saison de The Mandalorian. Le coût de démarrage de la saison 2 étant inférieur à celui de la saison 1, les épisodes obtiennent ainsi un budget supérieur à ceux de la saison 1.
Le tournage des huit épisodes est finalisé début mars 2020 et la première bande-annonce de la saison sort le 15 septembre 2020. Le premier épisode est montré sur Disney+ le 30 octobre 2020.

## Accueil
La deuxième saison de la série est la plus regardée de novembre 2020 par les membres du panel 7Park Data.